# 머나먼 다리
머나먼 다리(A Bridge Too Far)는 1977년 유나이티드 아티스츠사에서 제작된 영국의 전쟁영화이다. 감독은 리처드 애튼버러. 1974년에 출판된 《지상 최대의 작전》원작자 코널리어스 라이언의 동명 논픽션을 원작으로 하고 있다. 제2차 세계대전 말기, 연합군이 시행했던 마켓 가든 작전을 다루고 있다.

## 줄거리
영화 '머나먼 다리'는 제2차 세계대전 중 나치 점령 하의 네덜란드에서 벌어진 연합군의 '마켓 가든 작전' 실패를 다룬 서사 전쟁 영화이다. 작전은 영국에서 35,000명의 병력을 항공기로 네덜란드 적진 후방에 투입하는 것으로 시작된다. 미군 공수부대 두 개 사단은 나이메헨까지의 도로와 다리를 확보하는 임무를 맡고, 영국군은 아른헴 근처에 착륙하여 다리를 점령하고 폴란드 공수부대가 지원하기로 되어 있었다. XXX 기갑 군단은 확보된 다리를 통해 아른헴까지 2일 안에 진격해야 했다.
작전 초기, 적의 저항은 미미했으나 곧 문제가 발생한다. 손 다리가 독일군에 의해 파괴되었고, 지프차 대부분이 매복 공격으로 파괴되거나 도착하지 못했으며, 무전기도 제대로 작동하지 않았다. XXX 군단의 진격은 독일군의 저항과 도로의 협소함, 그리고 손 다리를 대체할 베일리교 건설 필요성 때문에 늦어졌다. 나이메헨에서는 미군 82 공수사단이 주간에 강을 건너 다리를 점령했지만, XXX 군단은 보병이 마을을 확보하기를 기다려야 했다.
한편, 아른헴 다리 인근에 고립된 영국 공수부대는 독일군 SS 보병과 전차의 공격을 받았다. 폴란드군은 뒤늦게 도착했지만 전황을 바꿀 수 없었다. 며칠간의 격렬한 전투 끝에, 영국군은 전멸하거나 오스터베이크로 후퇴해야 했다. 결국 퇴각 명령이 내려졌고, 각 연합군 지휘관들은 작전 실패의 원인을 여러 어려움 탓으로 돌렸다.
영국군은 1만 명 중 5분의 1도 안 되는 병력만 살아남아 탈출했고, 중상을 입어 후퇴할 수 없는 병사들은 후퇴를 엄호하기 위해 남았다. 부상병들을 돌보던 케이트 터 호스트는 폐허가 된 집을 떠나고, 부상당한 영국군 병사들이 포로로 잡히기 직전에 찬송가를 부르는 가운데 가족과 함께 피난길에 오른다. 이후 영국군 지휘관 어쿼트는 작전 실패에 대한 브라우닝의 이전 낙관론과 상반되는 그의 개인적인 감정을 비판한다.

## 출연진
- 더크 보가드
- 마이클 케인
- 숀 코너리
- 로버트 레드퍼드
- 제임스 칸
- 로런스 올리비에
- 앤서니 홉킨스
- 진 해크먼
- 라이언 오닐
- 막시밀리안 셸
- 리브 울만
- 에드워드 폭스
- 엘리어트 굴드
- 하르디 크뤼거